# Departamento Famaillá
Famaillá es un departamento ubicado en la provincia de Tucumán (Argentina). El mismo se sitúa en el sector pedemontano central de la provincia y limita al norte con el departamento Lules, al este con el departamento Leales, al sur con el departamento Monteros y al oeste con el Departamento Tafí del Valle. La ciudad cabecera y centro urbano más importante es la ciudad homónima.

## Población
En 2010 el departamento contó con 34 542habitantes.
Para el censo 2022 el departamento registró 42 702 habitantes; lo que representó un aumento en la cantidad de personas del 23,6% menor que el crecimiento poblacional provinciala situado en 16,6%. Estos datos le valieron al departamento tener la sexta mayor población de la provincia.

## Sismicidad
La sismicidad del área de Tucumán (centro norte de Argentina) es frecuente y de intensidad baja, y un silencio sísmico de terremotos medios a graves cada 30 años.
- Sismo de 1861: aunque dicha actividad geológica catastrófica, ocurre desde épocas prehistóricas, el terremoto del 20 de marzo de 1861 (164 años) con 12.000 muertes,[5] señaló un hito importante dentro de la historia de eventos sísmicos argentinos ya que fue el más fuerte registrado y documentado en el país. A partir del mismo la política de los sucesivos gobiernos del norte y de Cuyo han ido extremando cuidados y restringiendo los códigos de construcción.[4] Y con el terremoto de San Juan de 1944 del 15 de enero de 1944 (81 años) los gobiernos tomaron estado de la enorme gravedad crónica de sismos de la región.
- Sismo de 1931: de 6,3 de intensidad, el cual destruyó parte de sus edificaciones y abrió numerosas grietas en la zona.[5][4]

## Personajes famosos
Nel Godoy: El Número Uno (#1) - ("The Number One" - "The First One"), es un ex-campeón de Paddle de Tucumán, áctor, y político. Conocido por sus públicidades que se hicieron últimamente virales en las Redes sociales.